# Caburé (Barreirinhas)
Caburé é um vilarejo de pescadores e de sua respectiva praia, localizados no município de Barreirinhas, no estado do Maranhão, no Brasil. É um costumeiro ponto de parada para as excursões turísticas ao Parque Nacional dos Lençóis Maranhenses.

## Etimologia
"Caburé" procede do tupi antigo kaburé, que designa uma espécie de coruja com tufo na cabeça.

## Praia
Caburé é uma península, entre o rio e o mar. A praia possui areia clara e fofa, com muitas dunas.